# Frontier: Elite II
Frontier: Elite II es un videojuego de simulación de combate y comercio espacial escrito por David Braben y publicado por GameTek y Konami en octubre de 1993 y lanzado para Amiga, Atari ST y DOS. Es la primera secuela del juego seminal Elite de 1984.
El juego conserva el mismo componente principal de Elite, es decir, una jugabilidad abierta, y añade física realista y una galaxia modelada con precisión.
Frontier: Elite II tuvo varias novedades en su nombre. Fue el primer juego que incluyó sistemas estelares generados mediante procedimientos. Estos fueron generados por el juego que agrega la masa de material dentro de un sistema solar temprano en planetas y lunas que obedecen las leyes de la física, pero que tienen una distribución de material ligeramente aleatoria para asegurar la singularidad de cada sistema.
Le siguieron Frontier: First Encounters en 1995 y Elite Dangerous en 2014.

## Jugabilidad
No hay una trama dentro de Frontier, ni tampoco hay misiones predefinidas (como sí las hay en la secuela First Encounters). En lugar de ello, los jugadores exploran el espacio mientras comercian legal o ilegalmente, realizan misiones para el ejército, transportan pasajeros de un sistema a otro, participan en la piratería o cualquier combinación de las acciones anteriores. Como consecuencia, Frontier no se puede completar ni "ganar", y los jugadores, en cambio, deciden a qué aspirar y se proponen lograrlo.
En Frontier, el jugador comienza en el año 3200 y asume el papel de uno de los nietos del comandante Jameson, habiendo heredado de él cien créditos y un Eagle Long Range Fighter. Según los estándares del juego, estos son recursos muy modestos y están pensados como un incentivo para alentar a los jugadores a ganar dinero por cualquier medio que consideren apropiado.
Aunque la trama es mínima, se proporciona cierta información de fondo sobre el universo de Frontier. Hay dos facciones principales en la galaxia: La «Federación», con base en el sistema Sol, y el «Imperio», con base en el sistema Achenar. Estas dos facciones son enemigas acérrimas, pero en el momento del juego han establecido un tenso alto el fuego, similar a la Guerra Fría. Los jugadores son libres de alinearse con la Federación, el Imperio, ambos o ninguno; el juego no restringe la carrera política de ninguno. Ambos bandos cuentan con fuerzas militares para las cuales un jugador puede ejecutar misiones independientes, y los éxitos conducen a un ascenso militar. Los rangos de la Federación y el Imperio son independientes entre sí. Jugar para ambos bandos aumenta la dificultad de conseguir un ascenso de rango para cualquiera de ellos.
Al igual que en Elite, gran parte de Frontier se centra en el comercio: los jugadores pueden comprar y vender una variedad de bienes (desde alimentos y piezas de computadora hasta armas y esclavos) con el objetivo de obtener el mayor beneficio posible de cada transacción. Por lo tanto, aprender a comparar precios en varios sistemas es esencial para la rentabilidad, y calcular los gastos generales de cada viaje (como combustible, misiles y reparación del casco) son habilidades esenciales. A menudo resulta evidente que una determinada ruta comercial es rentable, como por ejemplo la ruta Barnard's Star - Sol. Vale la pena señalar que algunos bienes comerciales (en particular narcóticos, gas nervioso, armas y esclavos) son ilegales en muchos sistemas e intentar comerciar con ellos puede resultar en una multa de la policía, que a menudo puede derivar en un ataque policial si no se paga. Sin embargo, a menudo vale la pena correr el riesgo, ya que los productos ilegales generalmente tienen un precio muy alto en el mercado negro.
Frontier sustituye el estilo de vuelo arcade de Elite por uno basado rígidamente en la física newtoniana: primero se debe neutralizar el impulso para detener la nave del jugador, y girar 180° no tiene efecto en la dirección del viaje hasta que se haya contrarrestado el impulso anterior. El control de la nave queda en gran medida en manos del jugador, pero a menudo las tareas cotidianas, como navegar desde un punto de salida del hiperespacio hasta un planeta o estación espacial deseados y atracar, se pueden transferir al piloto automático de una nave. Los viajes dentro de un sistema estelar ocurren a lo largo de distancias realistas a velocidades realistas y, por lo tanto, incluso con las naves más rápidas capaces de más de 10G de aceleración, los viajes dentro del sistema pueden llevar muchas horas. Por lo tanto, el juego proporciona una función de «aceleración del tiempo» que hace que el tiempo de juego transcurra a un ritmo 10, 100, 1000 o 10 000 veces superior al normal.
El problema de la navegación interestelar se resuelve mediante el uso de un hipermotor para viajar entre estrellas. El jugador puede seleccionar un sistema del mapa estelar y «saltar» a él, siempre que esté razonablemente lejos de un asentamiento. Luego llegan a las afueras de ese sistema estelar y deben dirigirse a su destino. El alcance máximo de un barco se calcula según su masa, por lo que los barcos pequeños y ligeros pueden tener alcances impresionantemente grandes. El tiempo necesario para recorrer el alcance máximo es siempre exactamente una semana, y los saltos más cortos requieren menos tiempo. A diferencia del resto de los viajes del juego, estos saltos no se experimentan en un múltiplo del tiempo real y parecen casi instantáneos (las teorías van desde la animación suspendida hasta la dilatación extrema del tiempo ). Un salto al hiperespacio deja un resto visible, una «nube hiperespacial», en los puntos de entrada y salida. Estos son visibles durante algunas horas después, aparentemente haciendo posible que piratas y asesinos rastreen una nave a través del hiperespacio, lleguen primero a su destino y ataquen sin intervención policial.
Tarde o temprano, el jugador se encontrará con enemigos, probablemente en forma de piratas espaciales. Los diferentes sistemas estelares tienen diferentes estructuras gubernamentales y sociales, lo que significa que algunos sistemas son más seguros que otros. Los mundos del Núcleo suelen ser los más seguros, mientras que los sistemas anárquicos son los más peligrosos («Riedquat» y «Phecda» se encuentran entre las anarquías más notorias del juego). El combate se maneja de forma completamente realista. En la práctica, esto significa que ambas naves se lanzan estocadas con hondas una contra la otra, disparándose láseres constantemente, hasta que una de las naves es destruida. Todos los barcos enemigos destruidos cuentan para la calificación de combate del jugador, comenzando en «Inofensivo» y progresando hasta «Élite».
La protección anticopia del juego se integró en el juego en forma de controles policiales aleatorios, para garantizar que el jugador sea el propietario legítimo de su nave. En ciertos intervalos del juego, la policía pedía al jugador que «ingresara la primera letra de la palabra X, fila Y en la página Z» del manual de su barco (que aparentemente era el manual del juego). Si el jugador ingresaba una letra incorrecta en tres ocasiones, sería arrestado y su barco confiscado, momento en el que el juego termina.

### Comparaciones conElite
Frontier tiene gráficos más avanzados que Elite, pero esto se debe principalmente a las diferencias en las plataformas informáticas subyacentes, ya que Amiga, Atari ST e IBM PC ofrecían mucha más potencia que BBC Micro y Commodore 64. El motor gráfico era avanzado para su época, presentando superficies Bézier curvas y mapeo de texturas en la versión para PC.
Frontier opera a una escala muy grande en comparación con los juegos anteriores y la mayoría de los juegos posteriores. Es posible, por ejemplo, hacer lanzamientos gravitacionales realistas alrededor de estrellas supermasivas y planetas grandes y, con el mismo motor, volar lo suficientemente cerca del suelo para leer la hora (precisa) en la esfera de un reloj.
Frontier construido sobre Elite también se diferencia en otros aspectos. Es posible aterrizar en planetas sin problemas y con estilo, algo que no era posible en el primer Elite. La mayoría de las estrellas también tienen un sistema de planetas a su alrededor, mientras que en el juego anterior solo habría un único planeta y estación espacial en cada sistema. Además de esto, se han colocado algunas estrellas reales en el universo Frontier, en su mayoría cerca del Sol, como Alfa Centauri y Sirio. También se incluyen otras estrellas más brillantes, como Altair, Antares, Betelgeuse y Polaris, que están mucho más lejos. También se pueden visitar todos los planetas y la mayoría de las lunas principales del sistema solar. Al alejar la imagen, se ven otras galaxias, aunque estas otras galaxias son simplemente duplicados de la primera y no son accesibles en ninguna versión del juego.
Al igual que el Elite original, Frontier ofrece docenas de naves, desde cazas pequeños pero rápidos como el Eagle, naves comerciales multifunción como el Cobra y enormes cruceros como el Anaconda o el Panther. Los jugadores solo pueden tener un barco a la vez, por lo que cuando se compra un barco nuevo, el barco antiguo se intercambia parcialmente (es decir, se intercambia y la mayor parte de su valor comercial se deduce del precio del nuevo barco).

## Desarrollo y lanzamiento
Braben programó originalmente el juego en lenguaje ensamblador 68000. Tenía aproximadamente 250.000 líneas de código, que fueron trasladadas del ensamblador 68000 al ensamblador 80286 de la PC por Chris Sawyer. Frontier también tenía algunas características que nunca se habían visto antes: era el único juego en ese momento que hacía un ajuste de paleta en cada cuadro para obtener el mejor uso de los colores, además de que también presentaba planetas y sistemas estelares a escala 1:1 de tamaño real.
Elite II estaba originalmente previsto para ser lanzado en noviembre de 1992 para Atari ST.
Frontier: Elite II se publicó en un solo disquete. Para la versión de Amiga, se trata de un único disco de 880 KB (el disco 2 era sólo una selección de juegos guardados interesantes) y, para la plataforma PC/DOS, un disquete de doble densidad de 720 KB. Para la versión de Amiga, el archivo ejecutable real tenía solo alrededor de 400 KB (sin comprimir), su pequeño tamaño se debía en parte a que todo el juego estaba escrito en lenguaje ensamblador mientras que su universo se generaba mayoritariamente de forma procedimental.
Con una brecha de 9 años desde el Elite original en 1984, Frontier fue descrito por CU Amiga en 1993 como «la secuela más esperada de la década».
El juego presentaba un famoso error de «agujero de gusano»: normalmente, el hiperimpulsor de una nave tiene un alcance de unos 15 años luz como máximo, por lo que los sistemas planetarios a decenas de años luz de distancia son demasiado lejos para alcanzarlos en un solo salto al hiperespacio. Sin embargo, si el jugador encontrara un sistema a una distancia de entre 655,36 y 670,36 años luz, el juego lo consideraría dentro del rango de los «15 años luz». Esto también ocurriría para sistemas situados ligeramente más allá de 1310,72 años luz, 1966,08 años luz y otros múltiplos de 655,36. Con un poco de triangulación cuidadosa, generalmente era posible llegar cerca o directamente a un sistema de destino a cualquier distancia por medio de sólo dos de esos saltos «de agujero de gusano».
El juego presenta una selección de interpretaciones MIDI de música clásica de compositores como Wagner, Músorgski y Grieg . El Danubio azul de Strauss se reproduce durante cualquier secuencia de acoplamiento de la estación espacial, un homenaje a la película 2001: Una odisea del espacio. En particular, para crear una impresión futurista más fuerte, «La Gran Puerta de Kiev» y «En el Salón del Rey de la Montaña» en el juego están muy cerca de la interpretación de órgano eléctrico de ELP. Además de esto, David Lowe proporcionó dos piezas originales de estilo clásico, una de las cuales fue para la secuencia de introducción.
Desde entonces, el juego se lanzó como shareware y está disponible como descarga gratuita, aunque al ser un juego para DOS, los usuarios de sistemas operativos posteriores a Windows 98 pueden tener dificultades para ejecutarlo. Principalmente, esto se debió a que el juego utiliza memoria de tipo EMS en lugar de XMS. El administrador de memoria expandida EMM386 tuvo que configurarse para poder usarlo. El uso de emulación como DosBox permitirá que la versión shareware oficial del juego funcione en sistemas operativos modernos como Windows 7, Windows XP, Mac OS X y Linux. Además, alrededor de 2005, Tom Morton realizó ingeniería inversa para una versión C neutral en cuanto a plataforma del juego, llamada GLFrontier, lo que hizo que el juego volviera a ser ejecutable de forma nativa y rápida en sistemas operativos modernos.

## Recepción
Frontier recibió una aclamación crítica casi universal por parte de los medios de comunicación. La mayoría de las revistas quedaron atónitas por su enorme escala y su representación precisa de la física del mundo real, y le dieron altas calificaciones. En abril de 1994, Computer Gaming World analizó favorablemente el «ENORME universo» del juego, con «muchas, muchas horas de juego exploratorio... menos un juego y más una forma de vida». Una reseña más extensa publicada el mes siguiente informó que el juego compensaba la paleta de 16 colores de la versión Amiga con «una sorprendente cantidad de detalles gráficos». La revista concluyó que «Frontier debería ofrecer meses, o incluso años, de diversión viajando por la galaxia» mientras los jugadores exploraban el universo «increíblemente inmenso». Amiga Computing le dio al juego una calificación del 94% y dijo: «Sin lugar a dudas, otro clásico de todos los tiempos en ciernes del Sr. Braben. Los gráficos fantásticos y el juego absorbente hacen de Frontier la mejor experiencia espacial de la historia».